# Onanì
Onanì är en kommun och ort på Sardinien i provinsen Nuoro.  Kommunen hade 380 invånare (2017). Onanì gränsar till kommunerna Bitti, Lodè och Lula.
Kommunen Onanì innehåller straffkolonin Mamone som en frazione.